# Holzhausen (Bismark)
Holzhausen è un quartiere tedesco di 117 abitanti del comune di Bismark, situato nel land della Sassonia-Anhalt.
Fino al 31 dicembre 2009 ha costituito un comune autonomo.